# Pseudofumaria lutea
La Colombina gialla (nome scientifico Pseudofumaria lutea ((L.) Borkh., 1797)) è una piccola pianta erbacea, dai delicati fiori gialli, appartenente alla famiglia delle Papaveraceae, endemica delle Alpi centrali.

## Tassonomia
Il genere della  “Colombina lutea” è abbastanza numeroso con circa 300 specie, di queste meno di una decina sono spontanee della nostra flora. La posizione tassonomica rispetto alla famiglia è stata modificata diverse volte: secondo la classificazione del Sistema Cronquist (degli anni '80 ed ormai superata) la specie di questa scheda appartiene alla famiglia delle Fumariaceae e relativo ordine delle Papaverales; mentre nella moderna classificazione APG IV è stata spostata alla famiglia delle Papaveraceae e all'ordine delle Ranunculales (vedi tabella a destra). 

La presente specie appartiene alla sezione Capnoides caratterizzata dall'avere radici non tuberose, dei fusti ramosi con molte foglie e diversi racemi terminale in posizione ascellare delle foglie e fiori di colore giallo o bianco.

### Sinonimi
La specie di questa scheda, in altri testi, può essere chiamata con nomi diversi. L'elenco che segue indica alcuni tra i sinonimi più frequenti:
- Capnoides luteum (L.) Gaertn.
- Fumaria lutea L. (1771) (basionimo)
- Corydalis lutea (L.) DC.

### Specie simili
- Corydalis acaulis (Wulfen) Pers. - Colombina acaule : si distingue per le foglie con lobi più stretti, la corolla è bianco-giallastra e lo sperone più dritto. Inoltre è una pianta a ciclo biologico annuo (forma biologica  =  terofita scaposa - T scap). È originaria del monti Illirici.

## Etimologia
L'etimologia del nome generico (corydalis) deriva da un vocabolo greco (korydalis) che significa “allodola” e fa riferimento allo sperone terminale del fiore che ricorda il dito posteriore delle allodole. Altre etimologie fanno riferimento alla somiglianza del fiore con la cresta dell'allodola. I primi ad usare tale termine per queste piante sono stati il medico greco antico ellenista Galeno (Pergamo, 129 – 216)  e il naturalista belga Rembert Dodoens, vissuto fra il 1517 e il 1585. Nome ripreso dal botanico e micologo svizzero Augustin Pyrame de Candolle (Ginevra, 4 febbraio 1778 – 9 settembre 1841), ma introdotto definitivamente nella botanica sistematica dal botanico francese Étienne Pierre Ventenat (1757-1808).

L'epiteto specifico (lutea = gialla) deriva dalla colorazione della corolla di questa pianta.

A studiare e quindi classificare questa specie è stato il botanico e micologo svizzero Augustin Pyrame de Candolle (Ginevra, 4 febbraio 1778 – 9 settembre 1841) in una pubblicazione del 1805. Ma prima ancora questa pianta era stata catalogata dal biologo e scrittore svedese, considerato il padre della moderna classificazione scientifica degli organismi viventi, Carl von Linné (Rashult, 23 maggio 1707 –Uppsala, 10 gennaio 1778).

I tedeschi chiamano questa pianta: Gelber Lerchensporn; i francesi la chiamano Corydale jaune; mentre gli inglesi la chiamano Yellow Corydalis.

## Descrizione

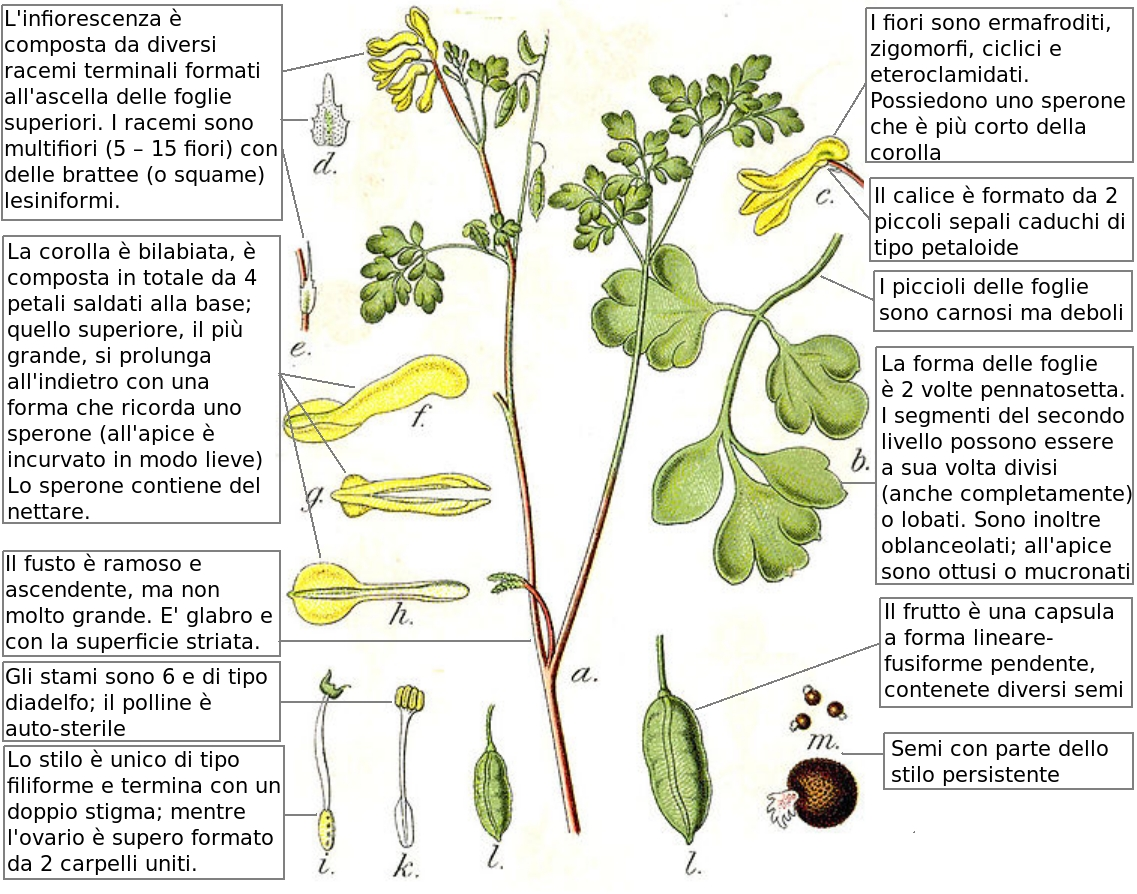
Descrizione delle parti della pianta

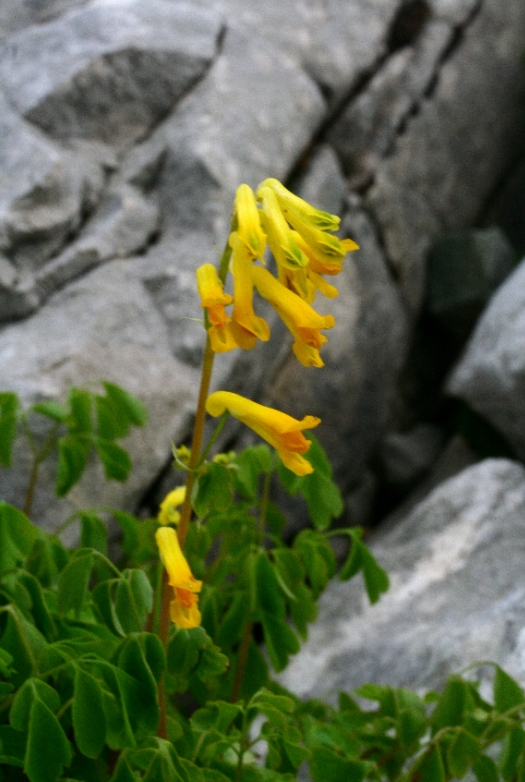
Il portamento
"Giardino Botanico delle Alpi Orientali", Monte Faverghera (BL), 1500 m s.l.m. - 23/6/2007

È una pianta alta da 10 a 30 cm a portamento prostrato.  La forma biologica è  emicriptofita scaposa (H scap), ossia sono piante erbacee, perenni, con gemme svernanti al livello del suolo e protette dalla lettiera o dalla neve, dotate di un asse fiorale eretto più o meno foglioso.

### Radici
Le radici sono gracili e secondarie da rizoma.

### Fusto
- Parte ipogea: la parte sotterranea consiste in un robusto rizoma ad andamento orizzontale avvolto da squame bruno-scure.
- Parte epigea: la parte aerea è composta da fusti ramosi e ascendenti, ma non molto grandi (generalmente sono più piccoli delle foglie). Sono glabri e con superficie striata.

### Foglie

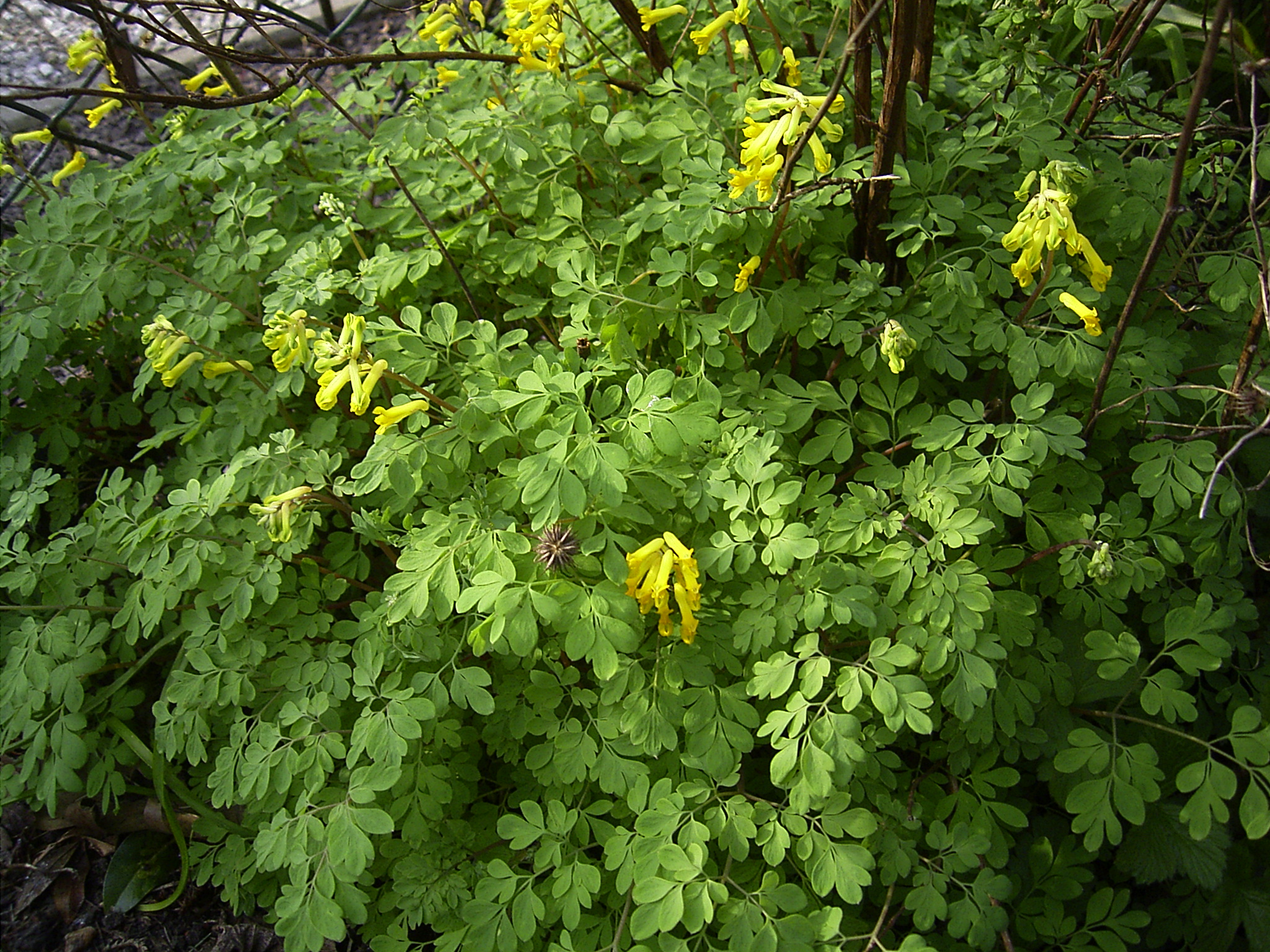
Le foglie

Le foglie sono glauche, fragili e succose. La forma è due volte pennatosetta. I segmenti del secondo livello possono essere a sua volta divisi (anche completamente), o lobati. Sono inoltre oblanceolati; all'apice sono ottusi o mucronati. I piccioli delle foglie sono carnosi ma deboli e cavi. Nei climi miti le foglie rimangono sempreverdi. Dimensione dei lobi di secondo ordine : larghezza  5 – 9 mm, lunghezza 10 – 15 mm.

### Infiorescenza

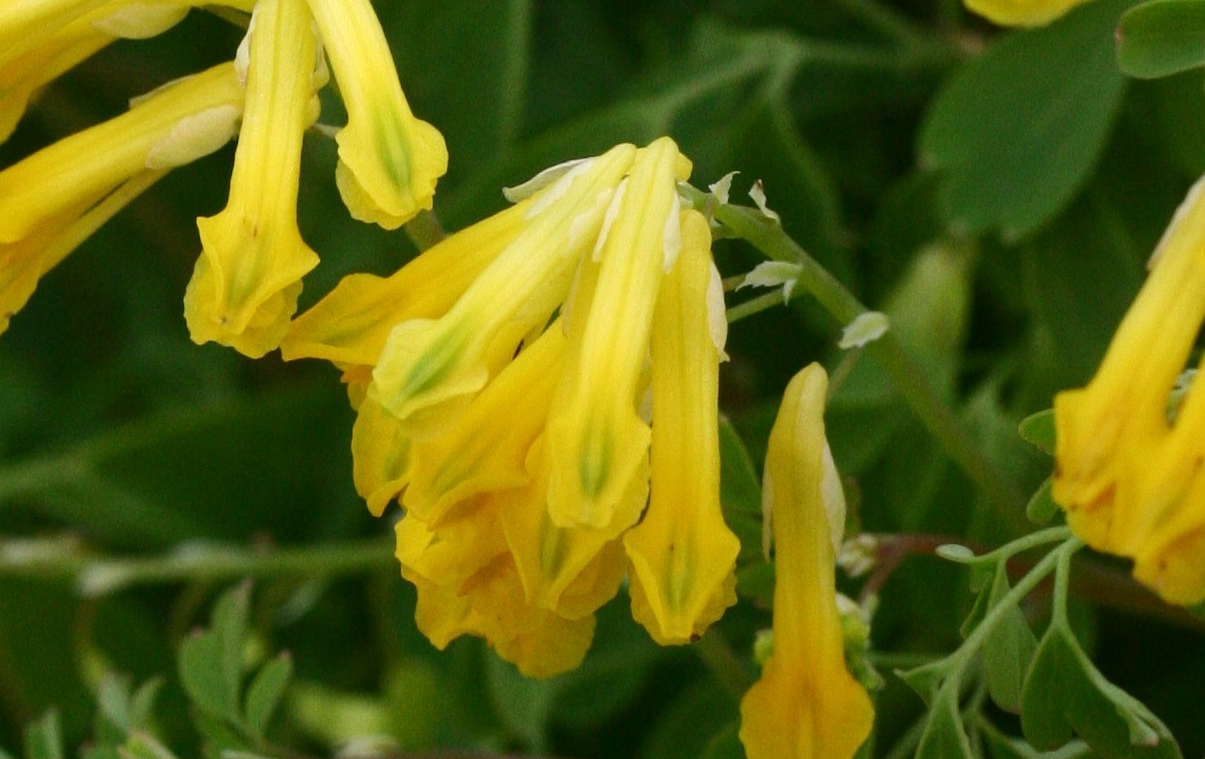
Infiorescenza
"Giardino Botanico delle Alpi Orientali", Monte Faverghera (BL), 1500 m s.l.m. - 23/6/2007

L'infiorescenza è composta da diversi racemi terminali formati all'ascella delle foglie superiori. I racemi sono multifiori (5 – 15 fiori) con delle brattee (o squame) lesiniformi. Dimensione delle brattee: larghezza 0,5 mm, lunghezza 4 mm.

### Fiori
I fiori sono ermafroditi, zigomorfi, ciclici e eteroclamidati. Possiedono uno sperone che è più corto della corolla che normalmente è gialla ma spesso può essere un giallo pallido o quasi bianco. Dimensione totale del fiore : 10 – 20 mm.
- Formula fiorale:

* K 2, C 2+2, A (6), G (2) (supero)
- Calice: il calice è formato da due piccoli sepali caduchi di tipo petaloide.
- Corolla: la corolla (bilabiata = due petali + due petali) è composta in totale da quattro petali saldati alla base; quello superiore, il più grande, si prolunga all'indietro con una forma che ricorda uno sperone (all'apice è incurvato in modo lieve). Lo sperone contiene del nettare. Dimensioni : la corolla è lunga 17 mm; lo sperone è lungo 3 – 4 mm.
- Androceo: gli stami sono sei e di tipo diadelfo; il polline presenta una particolarità : è auto-sterile (è inibita l'autoimpollinazione).
- Gineceo: lo stilo è unico di tipo filiforme e termina con un doppio stigma; mentre l'ovario (uniloculare) è supero (o libero) formato da 2 carpelli uniti.
- Fioritura : tra aprile e settembre.
- Impollinazione: tramite api.

### Frutti
Il frutto è una capsula a forma lineare-fusiforme pendente, contenente diversi semi (frutto polispermo). Dimensione della capsula: 1 cm.

## Distribuzione e habitat
- Geoelemento: il tipo corologico (area di origine) è Endemico (nativo nell'Europa Occidentale).
- Diffusione : in Italia si  trova solo sulle Alpi Centrali ed è considerata una pianta rara. In Europa è presente nelle zone centrali e occidentali.
- Habitat: cresce in luoghi sassosi, sulle rupi calcaree e lungo i muri; ma anche nei ripari sotto roccia. Il substrato preferito è sia calcareo che siliceo, il pH è neutro-basico, mentre il terreno ha bisogno di medi valori nutrizionali e deve essere secco.
- Diffusione altitudinale : vegeta dai 500 ai 1700 m s.l.m.; frequenta quindi il piano collinare e quello montano.

## Fitosociologia
Dal punto di vista fitosociologico la specie di questa scheda  appartiene alla seguente comunità vegetale :
Formazione : comunità delle fessure e delle rupi e dei ghiaioni
Classe : Asplenietea trichomanis
Ordine : Potentilletalia caulescentis
Alleanza : Potentillion caulescentis

## Usi
In questa pianta possono essere presenti degli alcaloidi tossici (contenuti nella parte ipogea del fusto) per cui è considerata una pianta potenzialmente velenosa.

### Giardinaggio
È una pianta che facilmente viene usata nei giardini rocciosi o come bordura o come pianta di riempimento in quanto il fogliame copioso ed elegante rimane verde per buona parte della stagione. I fiori inoltre sono molto abbondanti e si spargono delicatamente tra le foglie. Se non sono molto seguite queste piante prolificano facilmente in tutte le direzioni. Le posizioni migliori sono quelle a mezza luce, ma cresce bene anche al sole o all'ombra. Il terreno deve essere ben drenato.

### Pascolo
Questa pianta è tossica per il cavallo (produce piaghe alla bocca, coliche e perfino la morte).

## Galleria d'immagini

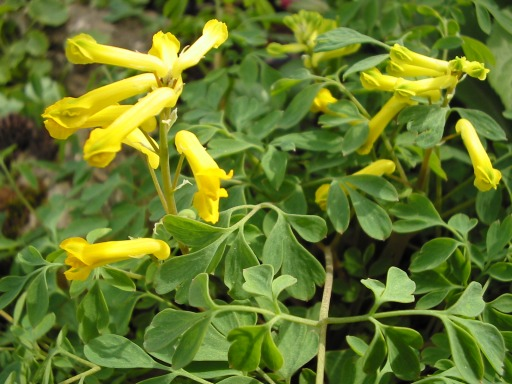
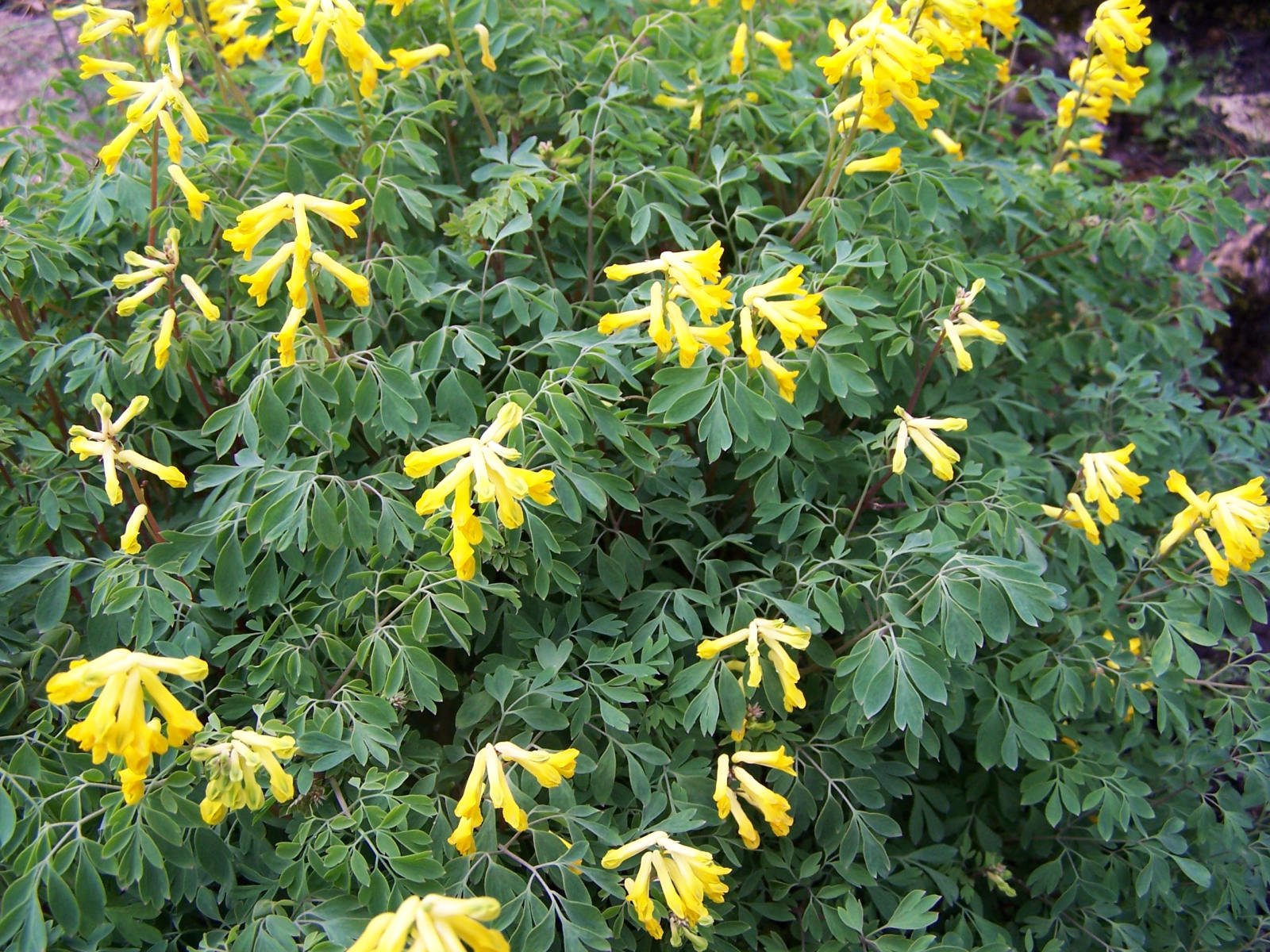
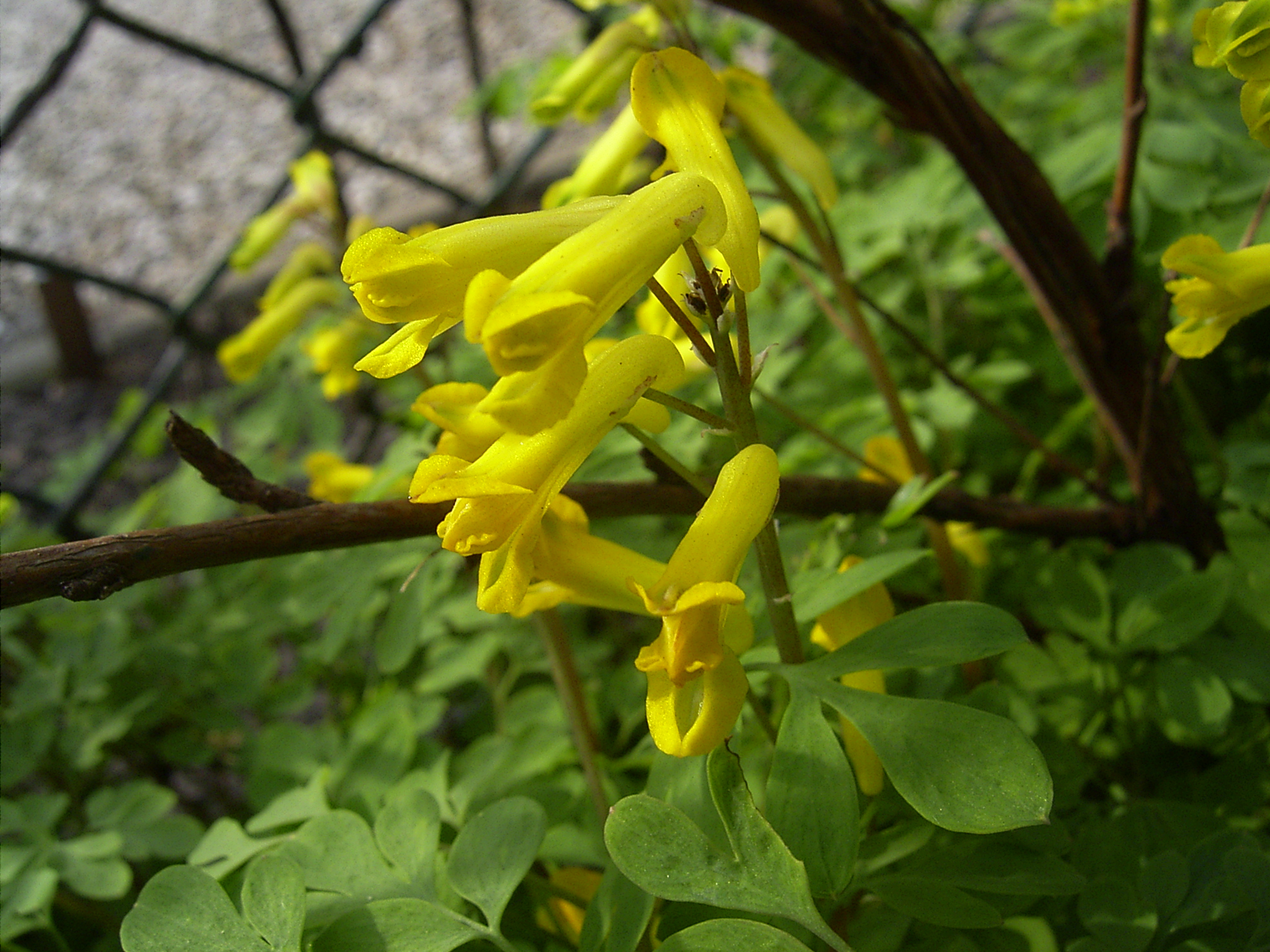